# Légine australe
Dissostichus eleginoides
Espèce
La légine australe (Dissostichus eleginoides) est une espèce de poissons des mers froides australes à forte valeur commerciale, appréciée pour sa chair blanche et fondante. C'est une espèce carnassière, qui peut atteindre une assez belle taille (plus de 2 m et plus de 80 kg) et vivre au-delà de 35 ans. Son mode de vie est essentiellement démersal : la légine vit généralement près du fond, depuis les faibles profondeurs jusqu'à plus de 2 000 m. La pêche et la consommation de ce poisson sont  très récentes et ne datent que des années 1990, mais l'engouement commercial très vif a entraîné un braconnage important. On trouve la légine australe sur les plateaux sous-marins et autour des îles des régions subantarctiques.

## Description
La tête est large et massive puis le corps s'effile vers l'arrière, l'ensemble donnant un aspect fusiforme. Beaucoup d'individus dépassent la longueur d'un mètre, et l'on trouve certains grands spécimens atteignant 2,15 m. La gueule est grande, avec une  mâchoire inférieure proéminente, des lèvres épaisses et des dents puissantes et pointues. La couleur générale est terne, assez sombre, pouvant varier du beige au gris. Les juvéniles présentent des bandes transversales plus sombres. Le ventre est blanc ainsi que les extrémités des nageoires. Les écailles sont petites et très fines. Il existe sous la peau, surtout chez les grands individus, une couche de graisse plus ou moins épaisse. Les flancs sont marqués de deux lignes latérales.
L'espèce est morphologiquement proche de la légine antarctique (Dissostichus mawsoni) mais la légine australe possède une ligne latérale inférieure longue (alors que celle-ci est courte chez la légine antarctique).
Les œufs sont de grande taille (diamètre de 4 à 5 mm) et les larves vitellines, fortement pigmentées, atteignent à l'éclosion une longueur de 14,5 mm.
Récemment un spécimen de 2,48 mètres a été péché au large des côtes des îles Kerguelen. Il s'agit de la plus grosse Légine australe pêchée depuis le début des années 1990.

## Répartition
La légine australe est présente autour de la pointe de l'Amérique du Sud, au large des côtes du Chili, de l'Argentine et des îles Malouines. Cette localisation lui vaut son nom commun en anglais de Patagonian toothfish (poisson à dents de Patagonie). Dans l'océan Atlantique, elle est également présente autour de la Géorgie du Sud.
Dans l'océan Indien, on rencontre la légine australe sur les plateaux des îles du Prince-Édouard, Crozet, Kerguelen, Heard-et-MacDonald et sur les divers hauts-fonds du secteur subantarctique.
Au sud de l'océan Pacifique, la légine australe est présente autour de l'île Macquarie.
Une capture exceptionnelle de légine a enfin été effectuée au large du Groenland, prouvant ainsi sa capacité à parcourir de longues distances.
C'est une espèce à grande distribution bathymétrique qui peut exister à moins de 10 mètres de profondeur et que l'on trouve régulièrement jusqu'à 2 000 mètres. Sa présence à de plus grandes profondeurs est également attestée (avec un signalement à -3 850 m) mais son abondance y est mal connue. En dehors des éventuels problèmes de surpêche, c'est une espèce normalement commune et abondante de 300 à plus de 1 500 m.
L'âge détermine la répartition en profondeur : les juvéniles vivent en zone peu profonde alors que les adultes fréquentent les grands fonds. C'est une espèce démersale, mais qui connaît certaines passages semi-pélagiques à l'état juvénile et peut-être au moment de la reproduction. On a aussi démontré son caractère migrateur : des individus marqués à l'île Heard ont été retrouvés aux îles Kerguelen et Crozet. Quant à la localisation des frayères, elle est encore aujourd'hui très hypothétique.

## Pêcheries
En France, il est pêché dans les TAAF par six armements réunionnais : Armas, Armements réunionnais, Cap Bourbon, Comata-Scapêche, Pêche avenir, Sapmer. On ne le trouve que dans peu de commerces en métropole.